# Gypsosaris
Gypsosaris é um gênero de mariposa pertencente à família Acrolepiidae.